# Božský manžel
Božský manžel (Der Göttergatte) je opereta (opera buffa) o dvou obrazech od rakouského skladatele Franze Lehára. Autory libreta byli Victor Léon (vlastním jménem Victor Hirschfeld) a Leo Stein, světová premiéra tohoto díla se konala 20. ledna 1904 ve Vídni v divadle Carltheater.
Lehár později dílo dvakrát revidoval, nejprve jako Ideální manželku (1913) a poté znovu jako Královnu tanga (1921). K oběma úpravám, které se neodehrávají ve starověkém Řecku, napsali libreto Julius Brammer a Alfred Grünwald. Opereta paroduje veselohru Heinricha von Kleista Amfitryon a hudebně je vytvořena ve stylu Jacquese Offenbacha.
Franz Lehár osobně nastudoval inscenaci operety Božský manžel také v Praze, v nynější Státní opeře.

## Děj

### Předehra – Na hoře Olymp
Divadelní režisér Meandros potřebuje novou hru a proto navštíví múzu Thálii na Olympu. Prostřednictvím Thálie probudí zájem Jupitera a získá ho pro divadelní novinku, operetu. Otec bohů je nadšený a slibuje dodat vhodné libreto v co nejkratším čase. Vydá se proto tajně na Zemi společně s Merkurem, aby zažili dobrodružství. To by se pak mělo lidem sdělit prostřednictvím nové operety. Juno, Jupiterova manželka, ho tajně sleduje, protože ví, že má sklony k jistým dobrodružstvím.
Jupiter posílá Merkura do království v Thébách v podobě sluhy Sosiase. Tam Alkména, hezká manželka thébského krále Amfitryóna, čeká na svého manžela, který je právě ve válce v Makedonii. Když jí Merkur jako Sosias hlásí brzký Amfitryónův návrat, Juno vytuší Jupiterovy úmysly a bere na sebe podobu Alkmény, aby usvědčila svého manžela z cizoložství.

### 1. dějství – Amfitryónův palác
Mezitím skutečný Amfitryón posílá svého skutečného sluhu Sosiase domů, aby oznámil jeho návrat další den. V paláci je velký zmatek, když v rychlém sledu dorazí falešný i skutečný Sosias. Situace se uklidní, až když se Juno podaří poslat skutečnou Alkménu pryč z paláce.
Když se objeví Jupiter (v podobě Amfitryóna), odvede si ho Juno (v podobě Alkmény) do manželských komnat. Poté se Jupiter okamžitě znovu vydá na cestu a opustí palác. Téměř ve stejnou dobu se objeví skutečný Amfitryón, o kterém si ale Juno myslí, že je to Jupiter, který se vrátil. To způsobí, že se skutečný Amphitryon dozví o údajné Alkménině nevěře.

### 2. dějství – Park za palácem
Když se později Jupiter objeví znovu jako Amfitryón, všechny zápletky se zcela vyjasní. Skutečný Amfitryón si libuje v ctnosti své ženy, Juno dokázala své plány před Jupiterem utajit a Jupiter slibuje, že se v budoucnu zřekne podobných dobrodružství.

## Zajímavost
Pro operetu Božský manžel byla původně napsána píseň o lesní žínce „Es lebt eine Vilja“ (známá jako Viljo, ó Viljo), kterou z ní Lehár vyškrtl, ale už v roce 1905 ji použil ve Veselé vdově.